# Надвоицы

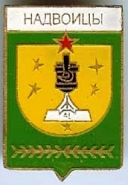
Нагрудный значок

Надво́ицы (карел. Vojačču) — посёлок городского типа в Сегежском районе Карелии России. Административный центр Надвоицкого городского поселения.

## Общие сведения
Посёлок расположен на полуострове Майнаволок, на юго-западном берегу озера Воицкого, у северо-западной оконечности озера Выгозеро, которое является частью трассы Беломорско-Балтийского канала. В 1934 году построена пристань на озере для перевалки грузов и обслуживания судов следующих по Беломорско-Балтийскому каналу. Действует железнодорожная станция линии Сегежа — Беломорск.

## Название
Название происходит от словосочетания над во́ем. Шум (вой) водопада Во́ицкий падун (от слова «вой») на реке Нижний Выг, при её впадении в озеро Воицкое, слышен за 18 км.

## История
Первое упоминание в 1620 году — «…на Выг-озере, над Воицким порогом Погост Надвоицкий», владения Соловецкого монастыря. По состоянию на 1647 год в Воицком погосте была церковь и 26 дворов.
С 1742 по 1783 годы близ посёлка действовал Воицкий рудник, где добывалась медь для Олонецких горных заводов и золото (это было первое российское золото)
В 1916 году, во время Первой мировой войны, через Надвоицы проложена стратегически важная Мурманская железная дорога. Это строительство позволило связать Петрозаводск с Мурманском, наладить поставки в Россию военных грузов от государств-участников Антанты. Дорога строилась за счет государственных средств силами 170 тыс. рабочих. После ввода её в эксплуатацию повысилась доступность многих территорий Выгозерья.
В 1929—1930 годах здесь появилось отделение Соловецкого лагеря особого назначения, позже был организован Беломорско-Балтийский лагерь, главной задачей которого было строительство Беломорско-Балтийского канала. В ходе данного строительства уровень Выгозера был поднят на 6,5 м.
Статус посёлка городского типа — с 1942 года. В 1954 году построен Надвоицкий алюминиевый завод.

## Население
| 1959   | 1970    | 1979    | 1989    | 2002    | 2009    | 2010  |
| ------ | ------- | ------- | ------- | ------- | ------- | ----- |
| 10 503 | ↗10 973 | ↘10 655 | ↗11 514 | ↘11 073 | ↘10 218 | ↘8372 |
| 2012   | 2013    | 2014    | 2015    | 2016    | 2017    | 2018  |
| ↘8288  | ↘8166   | ↘8025   | ↘7964   | ↘7825   | ↘7690   | ↘7564 |
| 2019   | 2020    | 2021    | 2023    |         |         |       |
| ↘7380  | ↘7217   | ↘6070   | ↘5911   |         |         |       |

## Инфраструктура
- Детский сад № 3
- Средняя общеобразовательная школа
- Детская школа искусств
- Специальная (коррекционная) общеобразовательная школа-интернат № 14
- Культурно-досуговое объединение

## Экономика
Основное предприятие посёлка — Надвоицкий алюминиевый завод (НАЗ), действующий с 1954 года и с 2003 года принадлежащий компании «Российский алюминий». 6 августа 2018 года «Русал» объявил о консервации (закрытии) Надвоицкого алюминиевого завода. Причиной названы американские санкции против активов Дерипаски.
Вблизи посёлка действует Ондская ГЭС.
Распоряжением Правительства РФ от 29.07.2014 N 1398-р (ред. от 13.05.2016) «Об утверждении перечня моногородов», включен в список моногородов Российской Федерации с наиболее сложным социально-экономическим положением. С целью привлечения работодателей в 2014 году в посёлке выделили территории под промышленный парк, а в сентябре 2016 года Надвоицы получили статус территории опережающего социально-экономического развития. На их территории предполагается размещение нескольких предприятий, например предприятие переработки шунгита «Надвоицкий завод ТДМ», производство алюминиевых радиаторов «Русский радиатор», центра обработки данных «DCLab Карелия». В 2020 на алюминиевом заводе в четырёх корпусах на площади 86 000 м² расположился экологически чистый дата-центр с 40000 единиц оборудования. Дата-центр создал в Надвоицах рабочие места, поскольку обслуживается местными специалистами.

## Известные уроженцы
Калинин, Александр Анатольевич (1975—2000) — капитан ВС РФ, участник Второй чеченской войны, Герой Российской Федерации (2000, посмертно)

## Достопримечательности
- Равнинный водопад Воицкий Падун[значимость факта?]
- В окрестностях посёлка — многочисленные стоянки древнего человека времён каменного века.[29]
- Братская могила 174 советских воинов Карельского фронта, погибших в годы Великой Отечественной войны[30][31].
- Братская могила китайских воинов-интернационалистов, погибших в годы Гражданской войны.

## Галерея
| - Площадь Ленина. - Железнодорожная станция. - Плотина № 21 ББК. - Пляж. - Водопад Воицкий Падун. |